# إقليم سانداكان
إقليم سانداكان (بالملايوية: Bahagian Sandakan)‏ هو أحد أقاليم ولاية صباح، ماليزيا.